# Francisco Covarrubias
Francisco Covarrubias (* 1775 in Havanna; † 1850 ebenda) war ein kubanischer Schauspieler, Autor und Dramaturg. Er gilt als „Vater des kubanischen Theaters.“ Auch sein Einfluss auf die kubanische Musik und das Musiktheater ist bedeutsam. Er wird durch einen nach ihm benannten Saal im Teatro Nacional de Cuba geehrt.